# Gerald Wayne Clough
Gerald Wayne Clough (Douglas, Geórgia, 24 de setembro de 1941) é um engenheiro civil estadunidense, presidente emérito do Instituto de Tecnologia da Geórgia (Georgia Tech) e ex-secretário do Instituto Smithsoniano. Graduado em engenharia civil pelo Georgia Tech, foi o primeiro a servir como Presidente do Instituto.
Clough foi presidente do Georgia Tech de 1994 a 2008, quando supervisionou mudanças drásticas no instituto, incluindo 1 bilhão de dólares em novas edificações, aumentou as taxas de retenção e pós-graduação e aumentou o ranking nacional do instituto.
O Clough Undergraduate Learning Commons, que abriu oficialmente suas portas em agosto de 2011, é denominado em sua honra. Clough recebeu diversos prêmios e honrarias, incluindo o título de Presidente Emérito, duas Medalhas Norman, oito graus honorários e membro do National Science Board.

## Vida e educação
Clough nasceu em 24 de setembro de 1941 em Douglas, Geórgia, o mais jovem dos três filhos de Daniel e Bessie (née Johnson) Clough. Os pais de Clough
dirigiram a usina local de gelo e carvão. Depois que a oferta de eletricidade espalhou-se para o sul da Geórgia, a família mudou-se para Chattanooga, Tennessee, onde Clough frequentou a Chattanooga High School. Clough conheceu sua futura mulher, Anne Olivia Robinson, durante este tempo. Eles tem dois filhos, Eliza e Matthew.
Clough entrou na Georgia Tech em 1959, obtendo um bacharelado em engenharia civil em 1964. Enquanto aluno de graduação na Georgia Tech, Clough participou do programa educação cooperativa, e foi, contra sua vontade, pesquisador de uma companhia ferroviária. Clough planejou originalmente receber apenas um bacharelado; contudo a faculdade o encorajou a fazer uma pós-graduação, e assim ele continuou os estudos recebendo um mestrado em engenharia civil em 1965. Em 1969 Clough obteve um Ph.D. em engenharia civil pela Universidade da Califórnia em Berkeley, com a tese "Finite element analyses of soil-structures interaction in U-frame locks".

## Pesquisa
Após obter seu doutorado Clough iniciou sua carreira acadêmica como Professor Assistente da Universidade Duke em 1969. Foi membro da faculdade da Universidade Stanford em 1974, primeiro como Professor Associado e mais tarde como Professor Pleno. Em 1982 foi membro da faculdade do Instituto Politécnico e Universidade Estadual da Virgínia (Virginia Tech) como professor de engenharia civil e serviu como chefe de seu Departamento de Engenharia Civil durante sete anos. Em 1990 Clough foi decano do Virginia Tech College of Engineering. Clough continuou suas pesquisas e instrução de estudantes de pós-graduação na Virginia Tech em adição a suas responsabilidades administrativas. Suas pesquisas focaram sobre engenharia geotécnica, incluindo estudos sismológicos, análise numérica, interação sólido/estrutura, testes in-loco e túneis. Em 1993 tornou-se provost e vice-presidente para assuntos acadêmicos da Universidade de Washington. Clough foi cofundador da United States Universities Council of Geotechnical Engineering Research (USUCGER), servindo como primeiro presidente da organização durante 1993.

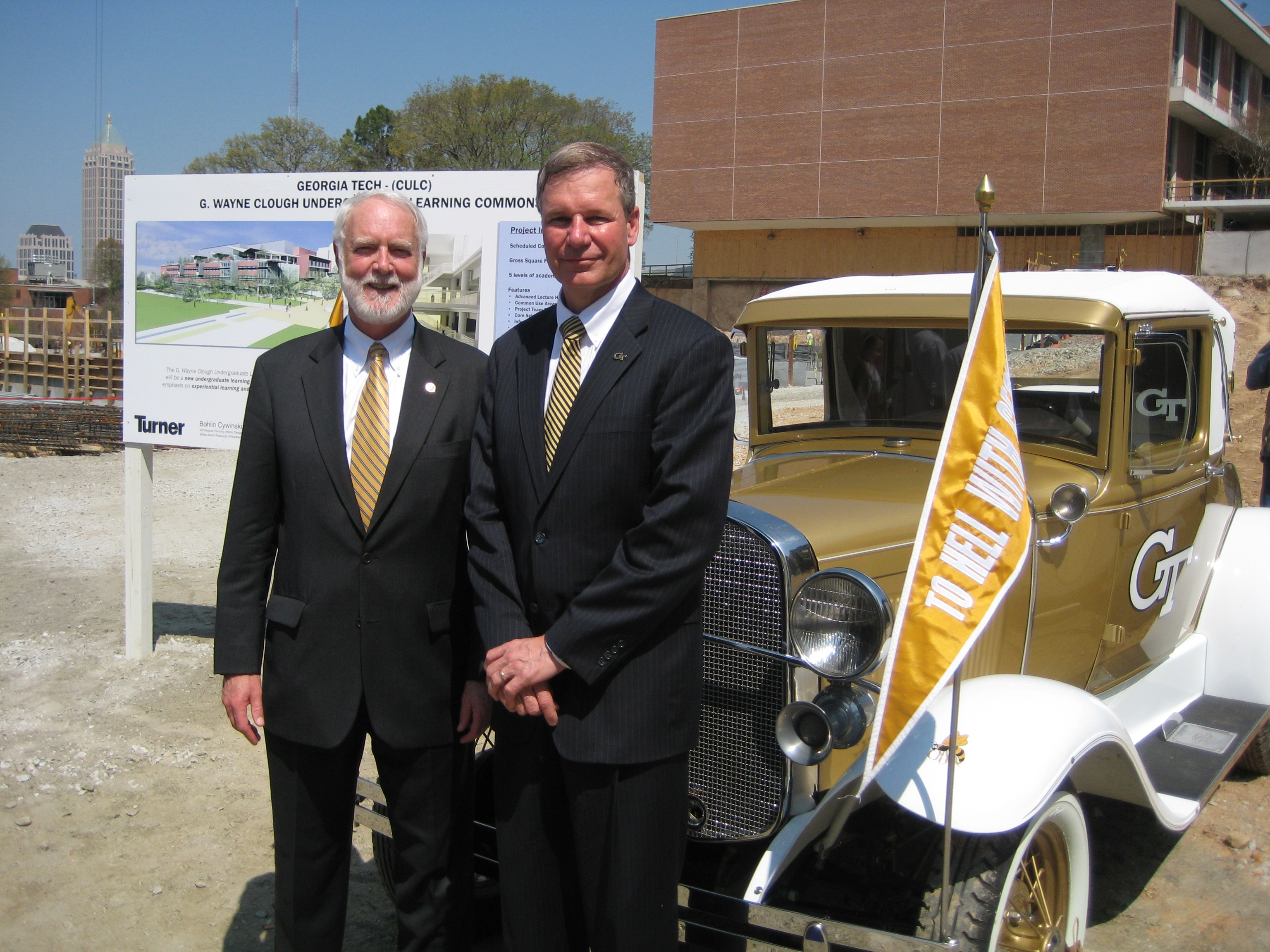
Clough Undergraduate Learning Commons em 2010.

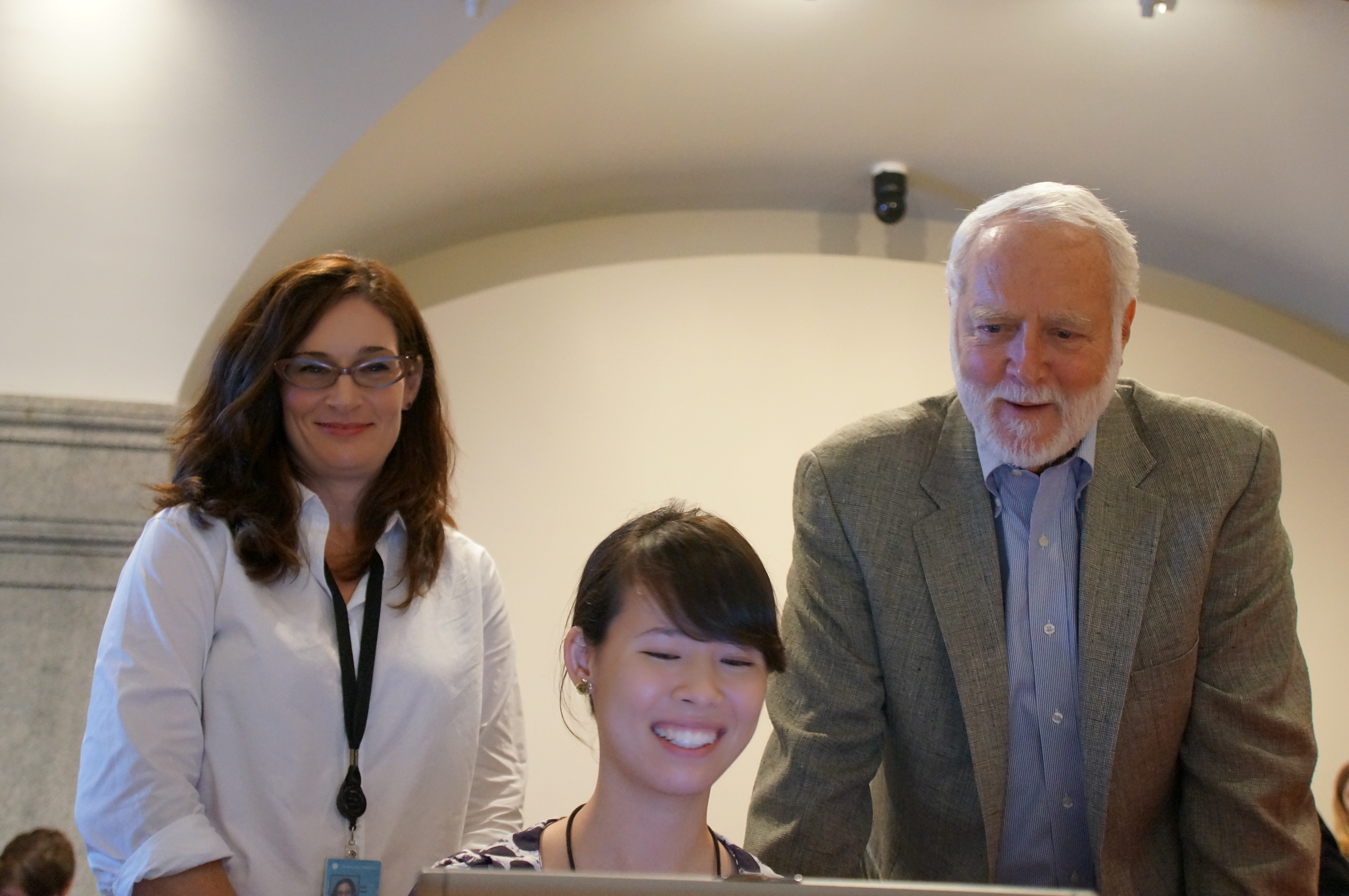
2013 Luce Lunder Editathon

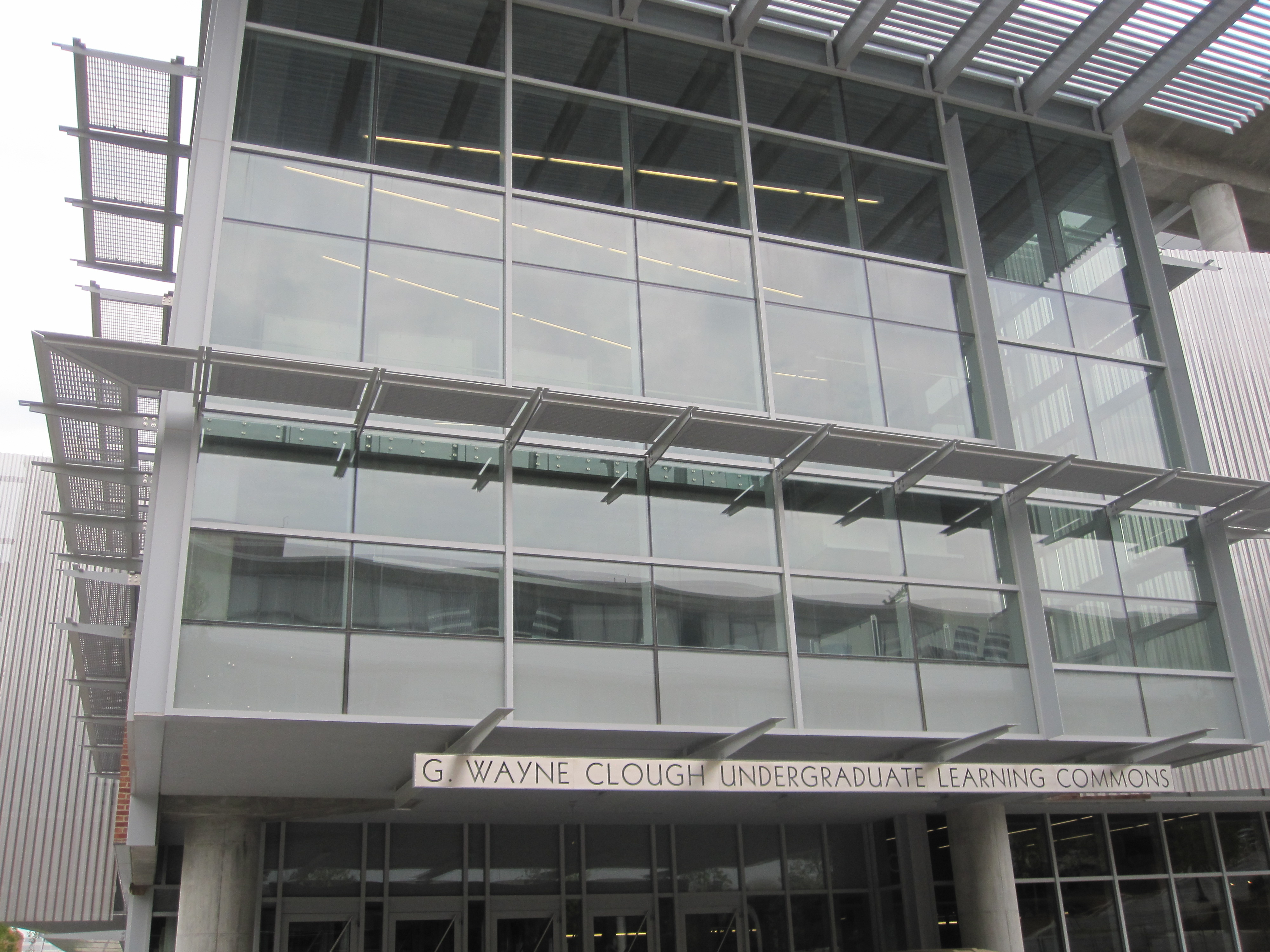
Clough Undergraduate Learning Commons